# Ritratto di donna con ventaglio di piume di struzzo
Ritratto di donna con ventaglio di piume di struzzo è un dipinto del pittore olandese Rembrandt, realizzato tra il 1656 e il 1658 e conservato presso la National Gallery of Art di Washington.

## Storia
La persona ritratta è Margrieta Wijnants, domestica e in seguito moglie di Frans van Schooten. Il dipinto venne realizzato in coppia col Ritratto di uomo con cappello alto e guanti, in cui ad essere ritratto è proprio il matematico olandese.

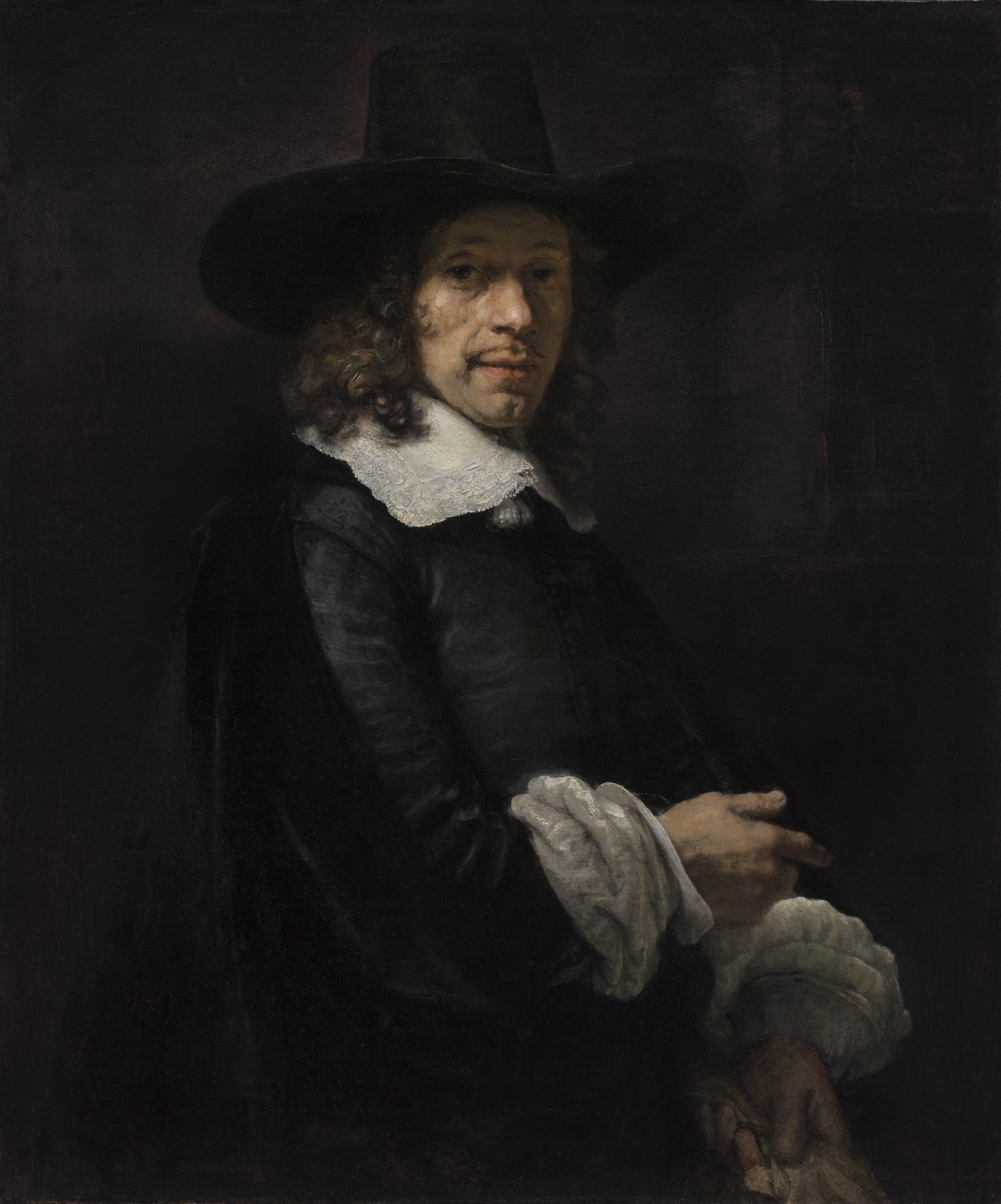
Rembrandt, Ritratto di uomo con cappello alto e guanti, 99.5×82.5, National Gallery of Art

Nel 1803 i due ritratti erano parte della collezione del principe Nikolaj Borisovič Jusupov, noto mecenate, e vennero esposti alla mostra rembrandtiana tenutasi ad Amsterdam nel 1898. Dopo la rivoluzione russa la collezione, che in quegli anni apparteneva a Felix Jusupov, il nipote del principe, venne suddivisa in musei vari e i ritratti dei due coniugi approdarono così a Londra. Furono trasferiti nel museo attuale nel 1921, quando vennero venduti a Joseph Early Widener, collezionista d'arte e benefattore della National Gallery of Art, a causa della necessità di denaro del principe Felix.

## Descrizione

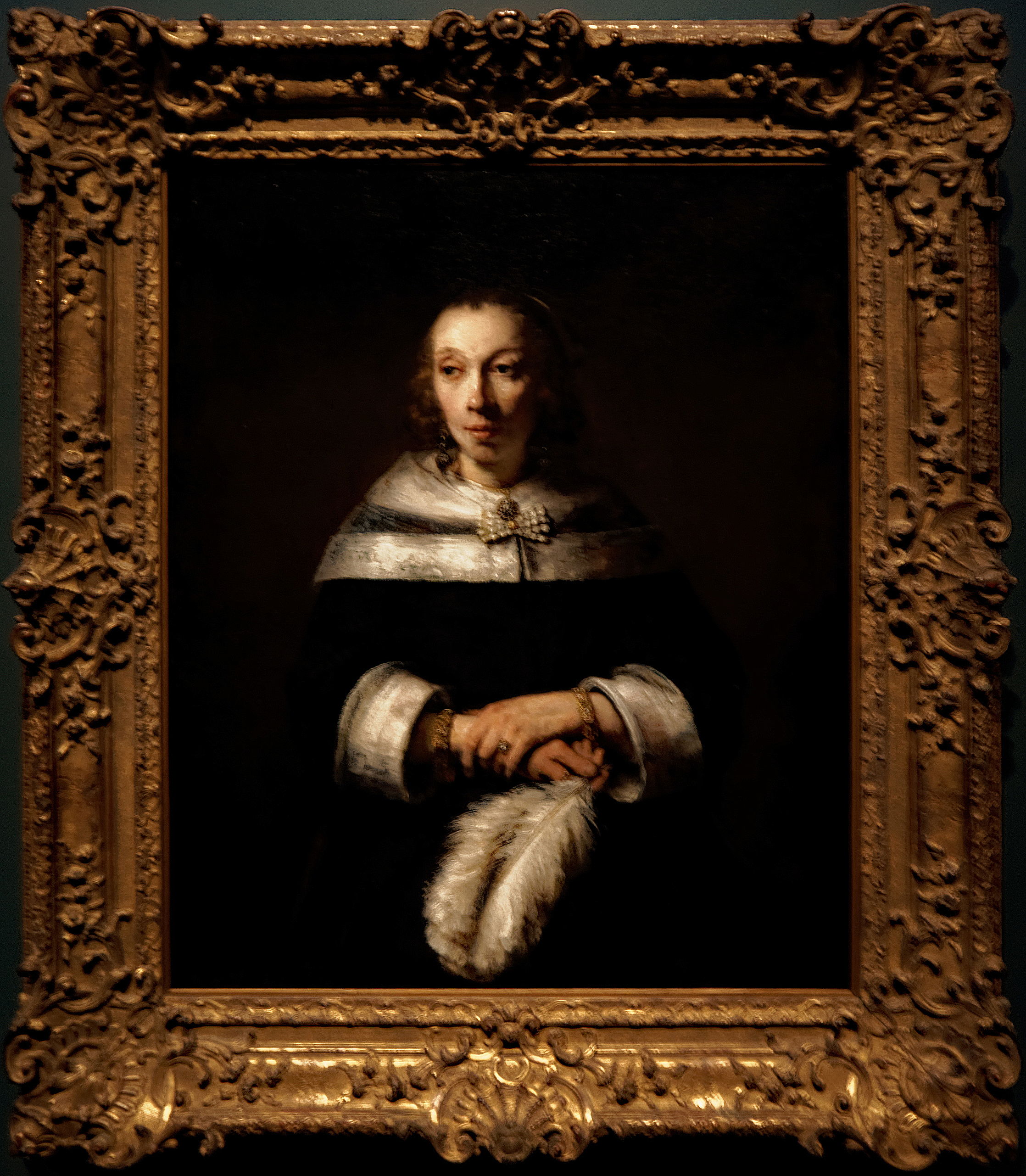
L'opera incorniciata

Lo sfondo buio e la modulazione della luce fanno emergere il profilo psicologico della donna ritratta. Viene così evidenziato il suo contegno, visibile nello sguardo abbassato e nelle mani, ferme una sull'altra, che denotano un comportamento serio.
Gli stessi elementi caratteriali sono visibili anche nell'abito e nei gioielli sfoggiati, indossati dalla donna nel limite del necessario. Il suo vestire appare così in maniera sobria, essendo nel complesso ricco ma non ostentatamente lussuoso, mostrandoci una certa austerità.
Infine i diversi materiali sono resi sommariamente, come nel tessuto traslucido del colletto, che nel bordo inferiore è di pizzo, e nelle piume del ventaglio, già citato nel titolo.